# Forever King
Forever King (en español: Por siempre Rey) es el octavo álbum de estudio del cantante puertorriqueño Don Omar. Fue publicado de manera anticipada el 15 de junio de 2023 a través de los sellos discográficos Unisono y Saban Music Group. La publicación coincide con los veinte años de su primer álbum The Last Don (2003), contiene nueve colaboraciones además de fusiones con sonidos tropicales y cubanos.

## Antecedentes
Luego de conflictos contractuales arraigados desde 2013 con el sello Machete Music, Don Omar había anunciado su retiro musical en 2017 con una serie de presentaciones en Puerto Rico nombrada Forever King... The Last Tour. Esto ocurrió luego de nuevos problemas, como el manejo conjunto de Raphy Pina en una gira especial nombrada The Kingdom junto a Daddy Yankee, entre finales de 2015 hasta mediados de 2016.
El cantante aclaró que la razón principal de su pausa musical fue la repartición de sus ganancias dentro de las plataformas musicales y streaming, revelando que por tal ecuación recibía sólo un dólar por canción, siendo ofrecido el esperar los tres años para finalizar su contrato. Los efectos colaterales del Huracán María impidieron la realización de esos conciertos en su tierra natal, concentrándose en retomar el contacto con su familia y dedicarse a otras actividades como la agricultura.
Su regreso musical a comienzos de 2019 fue acompañado con el anuncio de cumplir con un último álbum de estudio bajo la distribución de Machete Music y UMG, The Last Album. El material incluyo canciones grabadas en primera instancia para el álbum cancelado Sociedad secreta, como «Encanto» y «Hoy se vale to'», renombrado como «Vacilón». Partiendo en 2020, el cantante empezó a tener colaboraciones nuevas con otros colegas como Bad Bunny en «Pa' romperla», o Jowell & Randy en «Si se tiran». A pesar de finalizar su contrato previo, fue publicado un álbum sin su consentimiento en marzo de 2021, nombrado Remix Album, donde aparecen dos canciones inéditas.
El 21 de septiembre de 2021, el cantante anunció un contrato multimillonario estratégico con el sello discográfico Saban Music Group y reencontrándose con Gustavo López, antiguo mánager de Universal, quién estuvo presente en la carrera del cantante hasta su renuncia en 2017. Dos días después, fue estrenado «Flow HP» con la colaboración de Residente, siendo su primer material oficial bajo la nueva alianza.

## Contenido
| «Quiero crecer como artista. Pero admito que sé que la gente me conoce por un determinado estilo de música. No quiero arriesgar eso, solo quiero incluir lo que mis fans me dicen, pero también sentirme en la libertad [...]». —Don Omar para Rolling Stone (2023). |

La introducción del álbum, «El Preso #9», es acompañado por una solitaria guitarra acústica. La canción transiciona al danzón «Carcelero», el cual fue un homenaje para su abuela fanática de la música cubana, siendo una promesa que le hizo antes que ella falleciera. En cuanto a la producción musical, contiene aspectos acústicos como piano y arreglo de cuerdas, con su último minuto cambiando a una salsa tradicional con un soneo improvisado. Fue mencionado por primera vez en 2014, como una de las canciones consideradas para The Last Don 2.
«Podemos repetirlo» junto a Chencho Corleone es una de las canciones en el álbum con un aspecto lírico más sensual, con compases musicales más modernos dentro del ritmo de reguetón, cada uno teniendo su propio verso y el coro compartido. «Te abandonó» tiene dos versiones, con una remezcla acompañado por Nio García, donde intercalan sus voces distintivas en una letra donde le reprochan a una chica por una relación dispareja, teniendo una coda donde los acompaña un riff de piano.

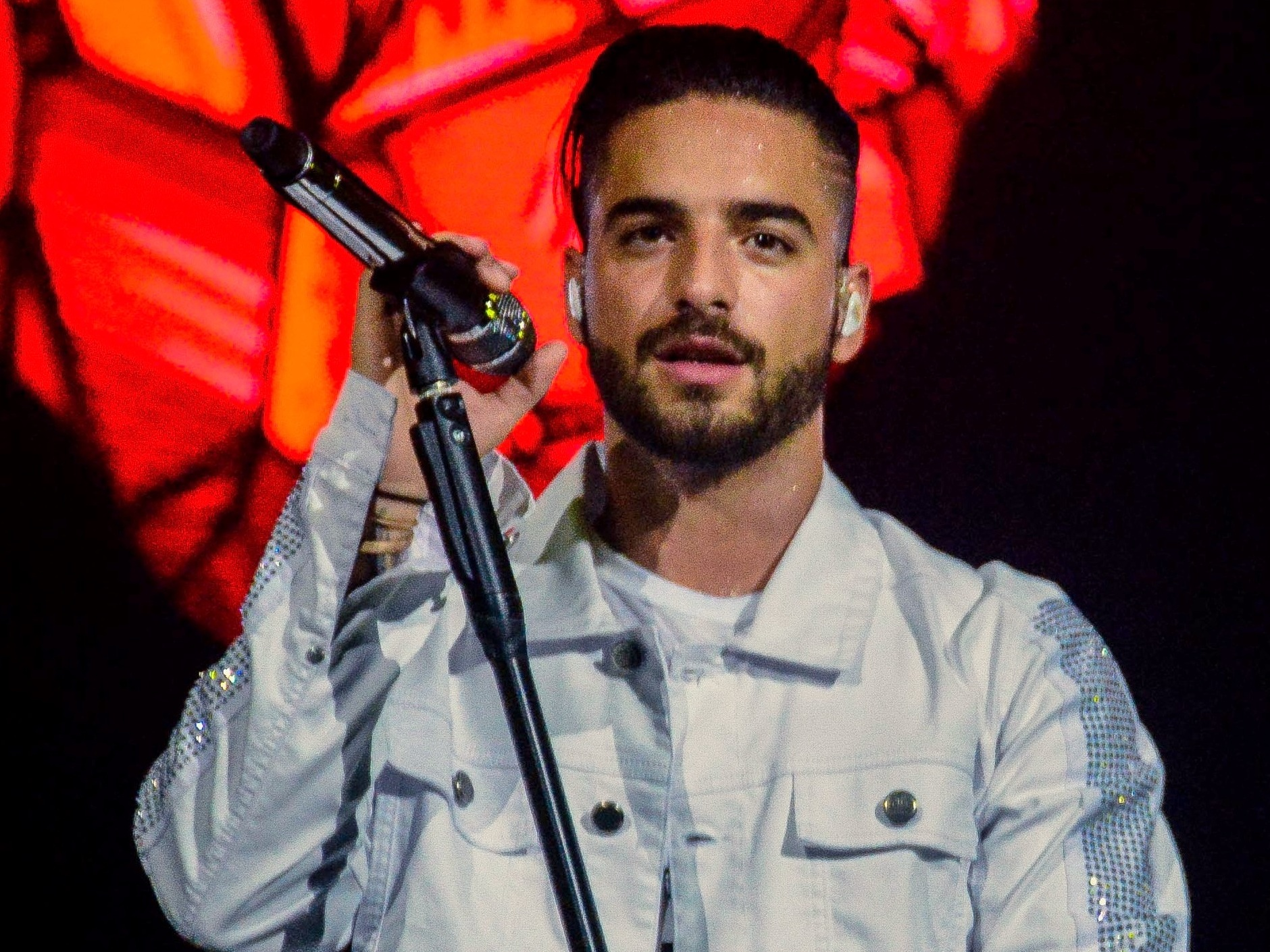
La colaboración con Maluma había sido confirmada desde 2017, como también posibles duetos con Pitbull y Zion & Lennox.

«Cariñito» incluye una flauta como protagonista, recibiendo comparaciones con las canciones del colombiano Carlos Vives, por sus fusiones tropicales con vallenato. «Magdalena» junto a Maluma sigue esa línea musical, añadiendo un acordeón sobre ritmos más contemporáneos. Con unos cambios de ritmo en los coros, la canción fue descrita por Billboard como “ideal para unas clases de Zumba”.
«Cuestión de tiempo» fue otra canción suya postergada, siendo mencionada por primera vez como parte de Sociedad secreta en 2017. Originalmente, la canción iba a ser producida por Haze y Alcover, siendo considerado como sencillo luego del éxito de «Te quiero pa' mí». Fue confirmado por el cantante en una entrevista exclusiva con Rolling Stone a inicios de 2023, donde la describe como una de las canciones con mayor sazón en el álbum, siendo una fusión con la cumbia mexicana. El artículo de Billboard destaca los cambios de ritmo y arreglos musicales, notando instrumentos atípicos como acordeones, teclados y guitarra eléctrica.
«Bandidos» tiene la participación de Cosculluela, con quién había tenido múltiples polémicas en el pasado, siendo su primera colaboración juntos. En una declaración escrita, Don Omar comenta que la colaboración surgió por idea de Cosculluela, canalizando la energía presente en sus tiraeras previas.
Sobre «Flow HP», Residente comenta que la canción fue cedida a Don Omar para su regreso musical, revelando que fue idea de Elías de León que realizaran un reguetón, tras unas declaraciones controversiales realizadas por El Chombo. Sobre el contenido lírico, Residente aclara: “La idea fue hacer totalmente lo contrario a lo que se está haciendo con el reggaetón comercial. Soltar 64 barras de rimas cada uno y olvidarnos de los ganchos fáciles que diariamente busca la industria de la música”.
«Sincero» es una canción de desamor, con el cantante expresando en un comunicado, “[la canción] narra la historia de un hombre que está vulnerable al perder a su pareja y ella prefiere no darle esperanzas para un regreso”. Una versión en salsa fue publicado un mes después de la original, comentando que fue idea del productor Rei Ortiz adaptarlo a otro estilo musical. Dentro del álbum también fue incluido una versión trap de «Sincero» como bonus track. «Agradecido», originalmente compuesto por Wiso G, fue publicado por primera vez en las redes sociales de Don Omar el 10 de febrero de 2021, el día de su cumpleaños número 43. La canción tuvo la participación de una orquesta de cuerda de la Venezuela Strings Recording Ensemble, además de coros del South Florida Youth Choir, quienes fueron dirigidas por el productor Jean Rodríguez.
«Good Girl» junto a Akon fue presentado por primera vez durante un preview en 2016, combinando sus estilos en un merengue urbano. Esta es su segunda colaboración juntos, luego de la remezcla de «Danza kuduro». «Soy yo» también fue presentado durante un preview, en esta ocasión a finales de enero de 2017 por su cuenta oficial de Instagram, donde iba a ser producido por Motiff y Eliel. Es una colaboración fiestera con Wisin y el dúo cubano Gente de Zona, siendo un híbrido reguetón-merengue unido por los sonidos de acordeón. «Se menea» fue descrito por Nio García como “un sueño” hecho realidad, surgiendo de una conversación entre ambos donde Don Omar termina invitándolo a su estudio para realizar una canción juntos. Es otra fusión con merengue en compases de 4/4 que entra a un double-time cuando ambos intercambian sus versos. La última colaboración, el mambo electrónico «Let's Get Crazy» junto al rapero Lil Jon, versiona al clásico «Que le pasa a Lupita» originalmente compuesto por Dámaso Pérez Prado.

## Recepción
La recepción por parte de los fanáticos ha sido polarizada, recibiendo apoyo en una votación realizada por Billboard sobre «Nueva música favorita», como también críticas dirigidas a su manejo de trabajo en la promoción, elección de canciones y falta de concepto general.
En 2022, los sencillos «Flow HP», «Se menea» y «Sincero» fueron certificados por la Recording Industry Association of America como oro, platino y triple platino, respectivamente.

### Reconocimientos
| Publicación            | Lista                                                | Posición | Ref.   |
| ---------------------- | ---------------------------------------------------- | -------- | ------ |
| Billboard              | The 23 Best Latin Albums of 2023 So Far: Staff Picks | N/A      | [ 37 ] |
| Rolling Stone          | Los mejores álbumes de 2023 hasta ahora              | 6        | [ 38 ] |
| Rolling Stone (España) | 100 mejores canciones de 2023                        | 25       | [ 39 ] |

## Lista de canciones
| N.º      | Título                                            | Productor(es)                                                   | Duración |  |
| 1.       | «El Preso #9»                                     | Richard Marcell                                                 | 1:03     |  |
| 2.       | «Carcelero»                                       | Richard Marcell                                                 | 3:23     |  |
| 3.       | «Podemos repetirlo» (junto a Chencho Corleone)    | Little Wizard · Alva                                            | 3:31     |  |
| 4.       | «Te abandonó (Remix)» (junto a Nio García)        | Xound                                                           | 3:18     |  |
| 5.       | «Cariñito»                                        | Eliel · Joel Báez                                               | 4:08     |  |
| 6.       | «Magdalena» (junto a Maluma)                      | DJ Robin                                                        | 3:40     |  |
| 7.       | «Cuestión de tiempo»                              | DJ Robin                                                        | 3:43     |  |
| 8.       | «Bandidos» (junto a Cosculluela)                  | Gabriel Domenic · Little Wizard · Walde                         | 3:44     |  |
| 9.       | «Flow HP» (junto a Residente)                     | Urba & Rome                                                     | 4:08     |  |
| 10.      | «Sincero»                                         | Gabriel Ortiz · Veterano · Andier Notas                         | 3:38     |  |
| 11.      | «Agradecido»                                      | Alcover · DJ Robin · Don Omar                                   | 3:31     |  |
| 12.      | «Good Girl» (junto a Akon)                        | Alcover                                                         | 3:28     |  |
| 13.      | «Soy yo» (junto a Gente de Zona y Wisin)          | Motiff                                                          | 3:38     |  |
| 14.      | «Se menea» (junto a Nio García)                   | Bambi · Flow la Movie · Xound                                   | 3:10     |  |
| 15.      | «Let's Get Crazy! (Mambo Drop)» (junto a Lil Jon) | Alcover                                                         | 2:39     |  |
| 16.      | «Te abandonó»                                     | Xound                                                           | 2:58     |  |
| 17.      | «Sincero (Versión salsa)»                         | Gabriel Ortiz · Veterano · Andier Notas · Rei Ortiz             | 3:05     |  |
| 18.      | «Sincero (Versión trap)»                          | Gabriel Ortiz · Joshua de Jesús López · Veterano · Andier Notas | 3:40     |  |
| 01:00:25 |                                                   |                                                                 |          |  |

Notas
- «El preso #9» es un cover de la misma canción compuesta por Antonio Cantoral García y Roberto Cantoral García.
- «Agradecido» es un cover de la misma canción interpretada por Wiso G.
- «Let's Get Crazy! (Mambo Drop)» tiene una interpolación de «Qué le pasa a Lupita».[15]

## Personal
Parcialmente adaptados desde AllMusic.
- William Omar Landrón – Artista principal, composición.
- Joel Báez Nieves – Composición (1, 2, 5), producción (5).
- Joseph Richard Almonte (Richard Marcell) – Composición, producción (1, 2).
- Josean Cruz Valle – Composición (1-18).
- Milton Restituyo (Alcover) – Composición (1, 2, 6, 7, 11, 12, 15), producción.
- Orlando Javier Valle – Artista invitado, composición (3).
- Eric Joel Alvarado Colon (Alva) – Composición, producción (3).
- Arnaldo Santos Pérez – Composición (3, 4, 6, 8-10, 13, 14, 16-18).
- Johnny Osorio (Baby Johnny) – Composición (3, 8).
- José Velásquez Maldonado (Doble El Elegido) – Composición (3, 8).
- Jonathan de la Cruz Marte (Little Wizard) – Composición, producción (3, 8).
- Luis Antonio Quiñones García – Artista invitado, composición (4, 14, 16).
- Xavier Areizaga Padilla (Xound) – Composición, producción (4, 14, 16).
- Eliel Lind Osorio – Composición, producción (5).
- Reynaldo Semidey – Composición (5).
- Andy Clay – Composición (6).
- Antonio Barullo – Composición (6).
- Juan Luis Londoño Arias – Artista invitado, composición (6).
- Mario Cáceres – Composición (6).
- Robin John Méndez Santiago (DJ Robin) – Composición, producción (6, 7, 11).
- Edgar Barrera (Edge) – Composición (7).
- Egbert Rosa (Haze) – Composición (7).
- Jesús Manuel Nieves Cortes – Composición (7).
- Waldemar Sabat González (Walde) – Composición, producción (8).
- Gabriel Domenic – Composición, producción (8).
- José Cosculluela – Artista invitado, composición (8).
- Rafael Urbaez – Composición (9).
- Luis J. Romero, Urbani Mota – Composición, producción (9).
- René Pérez Joglar – Artista invitado, composición (9).
- Edwin Malavé Tirado – Composición (10, 17, 18).
- Gabriel Ortiz (Jabriell) – Composición, producción (10, 17, 18).
- Javier Andrés Rivera (Andier Notas) – Composición, producción (10, 17, 18).
- Luisa Fernanda Schmidt – Composición (10).
- Ángel Luis Ortiz Torres – Composición (11).
- Kenneth Bartolomei – Composición (11).
- Aliaune Thiam – Artista invitado, composición (12).
- Guillermo Parra – Composición (12).
- Arbise González (Motiff) – Composición, producción (13).
- Alexander Delgado, Randy Malcolm – Artista invitado, composición (13).
- Juan Luis Morera Luna – Artista invitado, composición (13).
- Dante J. Martínez Rivera (Bambi) – Composición, producción (14).
- José Ángel Hernández – Composición, producción (14).
- Juan Alfonso Abreu (Xtassy) – Composición (15).
- Jonathan H. Smith – Artista invitado, composición (15).
- Pérez Prado – Composición (15).
- Reinaldo Ortiz (Rei Ortiz) – Composición, producción (17).
- Joshua de Jesús López – Composición, producción (18).

## Posicionamiento en listas
| Listas (2023)                     | Mejor posición |
| --------------------------------- | -------------- |
| España (Top 100 Álbumes)          | 76             |
| Estados Unidos (Top Latin Albums) | 40             |

## Certificaciones
| País (Certificador) | Certificación   | Ventas certificadas |
| --- | --------------- | ------------------- |
| Estados Unidos (RIAA) | Platino (Latin) | 60 000*             |
| ^cifras de envíos basadas únicamente en la certificación xcifras no especificadas basadas únicamente en la certificación |                 |                     |